# Straßenbahn Wien Type E
Die Type E sind mehrere Baureihen von Triebwagen der Straßenbahn Wien.
Es handelt sich hierbei um sechsachsige und für den Einrichtungsbetrieb ausgelegte Gelenkwagen in Hochflurbauweise, die zwischen 1959 und 1990 in drei verschiedenen Varianten von Simmering-Graz-Pauker sowie Lohner gebaut wurden und teilweise bis heute im Einsatz stehen. Sie entstanden als Lizenzbauten der vor allem in Deutschland weit verbreiteten Duewag-Gelenkwagen.

## Allgemeines

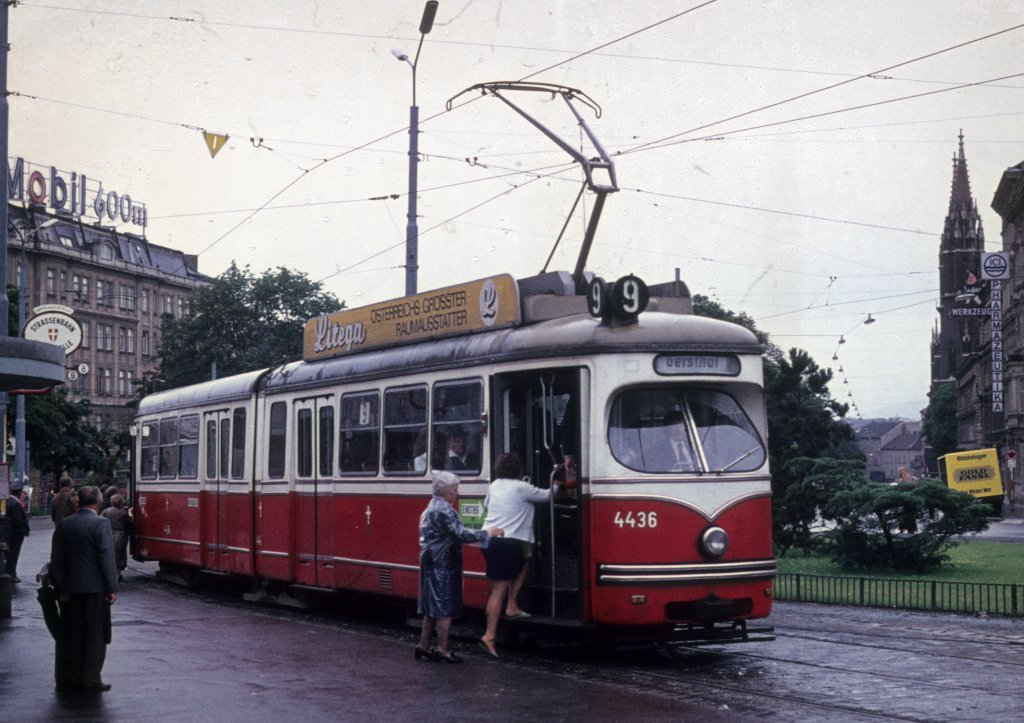
Type E, 1974

### Type E (1959–2007)
Die Triebwagen der Type E waren die ersten Duewag-Gelenktriebwagen in Wien, die notwendige Lizenz dazu erwarben vorerst die Lohnerwerke in Floridsdorf.
Die ersten beiden Prototypen mit elektrischer Ausrüstung von ELIN/Kiepe (E 4401) und Siemens (E 4402) erhielten von der Belegschaft der Lohnerwerke die Spitznamen »Emil« und »Edi«. Daher bürgerte sich bei der Wiener Straßenbahn der Spitzname Emil für die Typen E ein. Der Prototyp E 4401 wurde am 6. Juli 1959 abgeliefert und nach umfangreichen und problemlosen Testfahrten am 6. Oktober der Öffentlichkeit präsentiert. Der Prototyp E 4402 hatte diverse Probleme mit der elektrischen Ausrüstung und blieb Zeit seiner Einsatzzeit ein Stiefkind der Werkstätten. Um einen für den erwarteten größeren Fahrgastfluss notwendigen dreitürigen Einstieg am Heck zu erhalten, musste dieses im Gegensatz zur ursprünglichen Konstruktion stark verjüngt werden – man spricht in diesem Falle auch vom „Wiener Heck“.
Von 1959 bis 1962 wurden von SGP 30 und von Lohner 59 Fahrzeuge der Type E in Serie produziert, jedoch war ihre Motorleistung für den Einsatz von Beiwagen zu gering und man beschloss später den Bau der weiterentwickelten Serie E1. Die Serienwagen erhielten Fahrmotoren von ELIN (Lohner) bzw. Siemens (SGP), gesteuert wurde über ein Nockenschaltwerk. Später wurden die Fahrzeuge auf Einmannbetrieb und die halbautomatische elektronische Fahrschaltersteuerung GEAMATIC von AEG umgerüstet. Zum letzten Mal fuhren sie am 25. Oktober 2007 auf der Linie 62.
Beide Prototypfahrzeuge befinden sich mittlerweile in der Sammlung des Wiener Straßenbahnmuseums.

### Type E1(1966–2022)

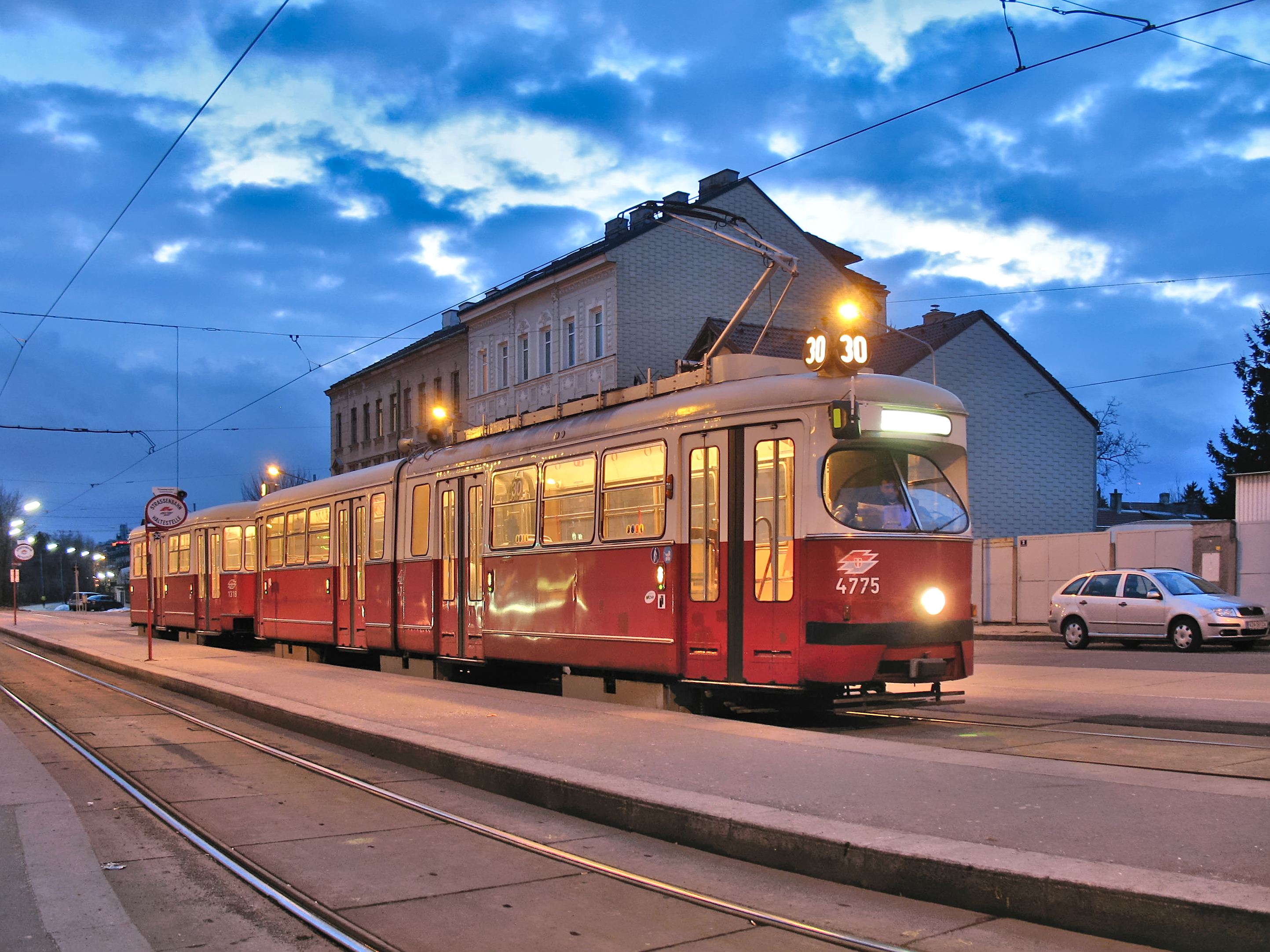
Type E_{1} mit Beiwagen c_{4}

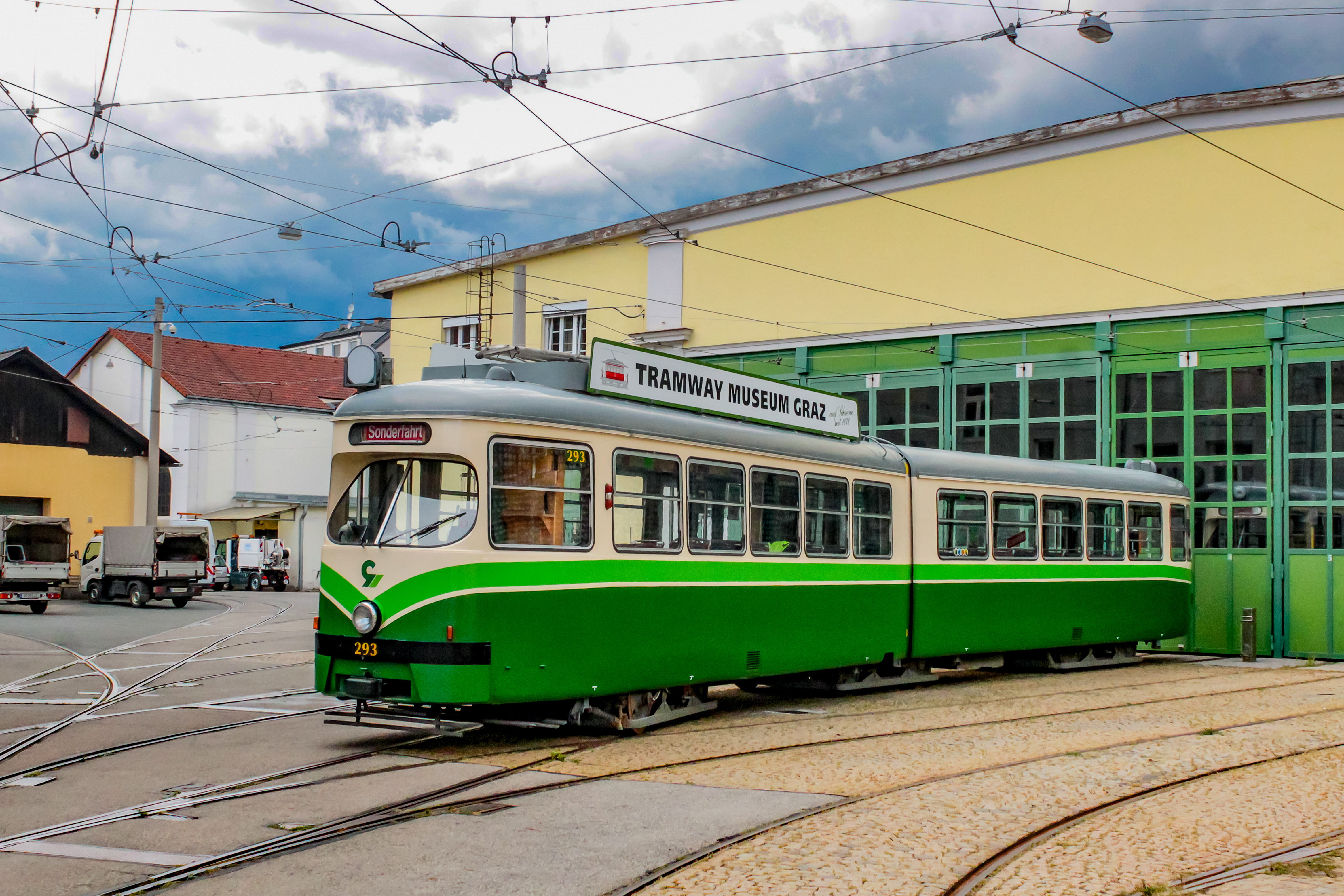
Ehemaliger Triebwagen der Type E1 der Graz Linien; heute im Bestand des Tramway Museum Graz

Von 1966 bis 1976 wurden die Fahrzeuge der Type E1 von SGP (338 Stück) und Lohner bzw. dessen Nachfolger Rotax-Bombardier (100 Einheiten) hergestellt und am 30. Jänner 1967 auf der Linie 38 zum ersten Mal eingesetzt. Im Gegensatz zu den E erhielten die E1 zwei Motoren mit je 150 kW, mit denen ein klagloser Beiwagenbetrieb auf allen Wiener Straßenbahnstrecken möglich wurde. Ab 1971 wurden nur mehr auf schaffnerlosen Betrieb ausgelegte Fahrzeuge geliefert sowie nach und nach die älteren für den Betrieb ohne Schaffner ausgerüstet. Wie bei der Type E wurde bei den E1 später ebenfalls die GEAMATIC in alle Fahrzeuge eingebaut. Ab 2009 wurden die Wagen mit Rückspiegeln und elektronischen Türfühlerkanten ausgestattet, da es zu mehreren Unfällen mit eingeklemmten Personen gekommen war. Die beiden Wagen 4866 und 4867 wurden für den Einsatz auf der Vienna Ring Tram (VRT) umgebaut. Beide Wägen wurden am 19. Jänner 2023 als letzte noch im Wagenstand der Wiener Linien befindlichen E1-Triebwagen ausgemustert. Die E1-Triebwagen verfügten über 40 Sitz- und 65 Stehplätze. Sie verkehrten entweder solo oder mit den Beiwagentypen c3 oder c4.
Fahrzeuge dieser Type wurden unter anderem an die Straßenbahnbetriebe in Graz, Krakau, Miskolc, Braila und Craiova abgegeben. 1966 war geplant, dass die E1 nur bis in die 2000er Jahre im Einsatz bleiben sollten. Wegen Verzögerungen bei der Lieferung der ULF und der Flexity verschob sich die Ausmusterung um 13 bis 22 Jahre. 2013 war geplant, dass die E1-Wagen bis 2017 abgestellt werden sollten.
Mit Beginn der Sommerferien am 1. Juli 2022 verkehrten die E1-Triebwagen und ihre Beiwagen das letzte Mal auf der Linie 30. Nach dem letzten regulären Zug gab es für Prominente eine Abschiedsfahrt. Bereits im Jänner 2022 waren die Signalscheiben durch Folien mit der jeweiligen Liniennummer ersetzt worden, da die Wagen ab diesem Zeitpunkt nur noch auf der Linie 30 fuhren. Der letzte E1 steht im Verkehrsmuseum Remise in Wien.

### Type E2(1978–jetzt)

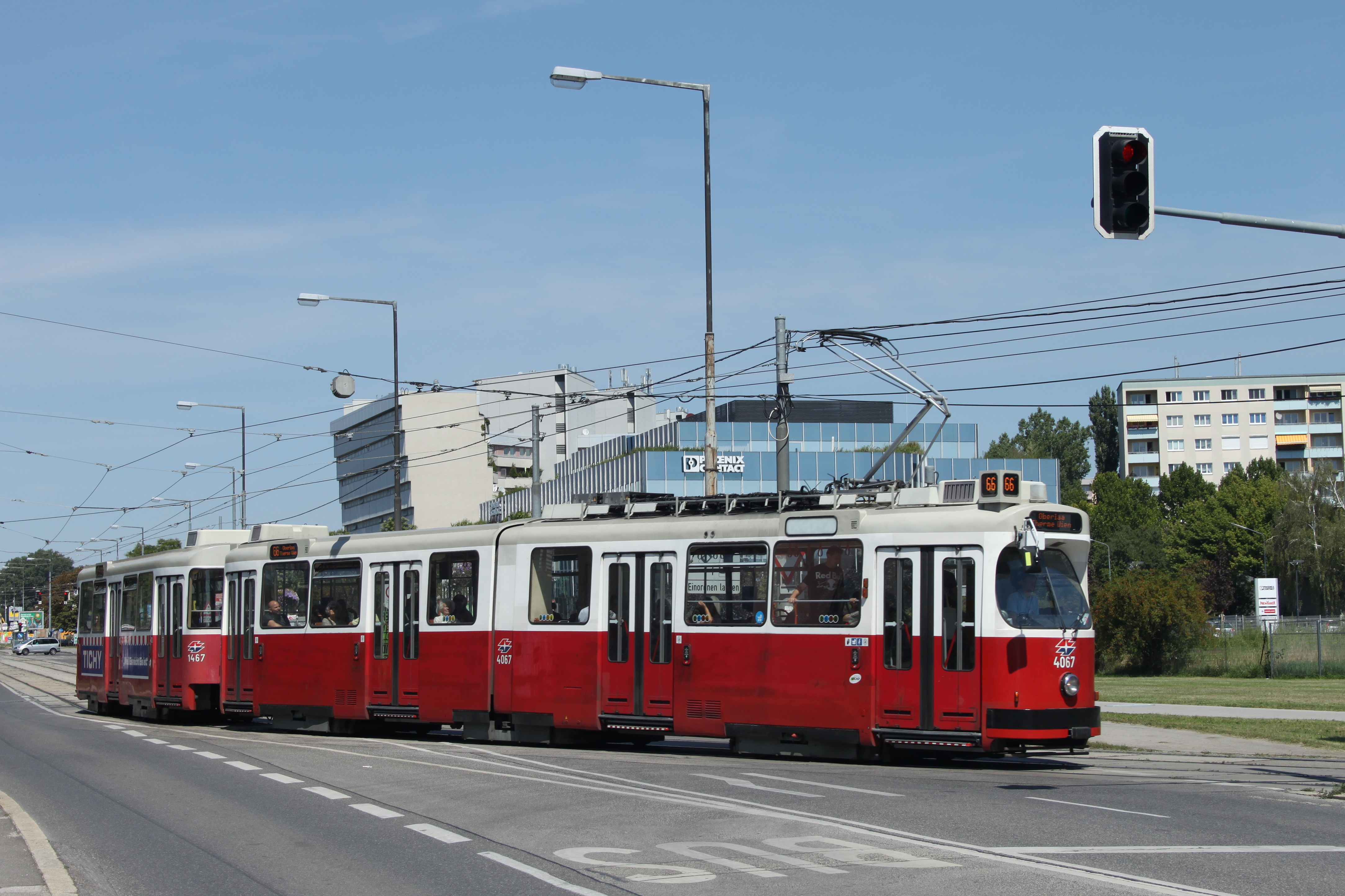
Type E_{2} mit dazugehörendem Beiwagen c_{5}

Als die Produktion der Triebwagen der Type E1 eingestellt wurde, waren die Pläne für die Nachfolgegeneration E2 schon fertiggestellt. Sie basiert auf dem Typ Mannheim und unterscheidet sich von ihren Vorgängern außer durch das Design durch einige technische Neuerungen und ausklappbare Trittstufen. Ebenso wurde der Innenraum neu gestaltet, die Fahrzeuge erhielten jedoch dieselbe Fahrmotorbauart (Type WD 785) wie die E1. Seit August 1978 ist das erste Fahrzeug in Betrieb, 1990 wurde die Inbetriebnahme der E2-Triebwagen beendet. 98 Wagen wurden von SGP Wien gefertigt, 24 von Bombardier. Ab 2009 wurden alle Triebwagen mit Rückspiegeln ausgestattet, um weiteren Vorfällen vorzubeugen. Am 20. Dezember 2006 erhielten der E2 4302 und der c5 1502 als erste Fahrzeuge ihrer Typen LED-Anzeigen, jedoch hat man beim Triebwagen 4302 noch keine Lösung gefunden, was den Linienwürfel links oben bei den Triebwägen betrifft. Als Lösung hat man am 13. Juni 2007 den LED-Würfel, der anzeigt, auf welcher Linie dieser Fahrzeug unterwegs ist, entworfen. Der Prototyp LED-E2 mit dem Beiwagen wurde fast ausschließlich auf der ehemaligen Linie 67 eingesetzt, die am 2. September 2019 durch die neue Linie 11 ersetzt wurde. Alle anderen Fahrzeuge erhielten in den Jahren 2009 bis 2011 moderne LED-Anzeigen sowie eine Choppersteuerung.
Die E2-Triebwagen verfügen über 44 Sitz- und 58 Stehplätze. Sie verkehren planmäßig meist mit c5-Beiwagen, kommen vereinzelt aber auch solo zum Einsatz. Es wird davon ausgegangen, dass die E2-Wagen über 2025 hinaus eingesetzt werden. Es werden die ersten Wagen dieses Typs ausgemustert. Am 21. Juni 2023 wurden zwei Fahrzeuge ausgemustert, am 6. Juli folgten fünf weitere. Am 8. August folgten acht weitere, womit der Fuhrpark der Wiener Linien nun 99 Fahrzeuge zählt (Stand 15. August 2023). Mit Stand September 2023 werden die E2 und die c5 ausschließlich unter der Woche, wenn Schule ist, auf den Linien D, 1, 2, 6, 11, 25, 26, 30, 38, 60 und 71 eingesetzt. Bei den Linien D, 1, 2 und 11, 25, 26 und 30 kommen E2 mit c5 auch Montag bis Freitag in den Ferien zum Einsatz. Die letzten Einsätze der Wagen dieses Types erfolgen regulär vom Betriebshof Floridsdorf aus. Bei besonderen Anlässen oder Wagenmangel werden die E2 auch auf Linien eingesetzt, auf denen sie planmäßig nicht verkehren. Im Herbst 2024 verkehrten E2-Triebwagen noch auf den Linien D, 1, 6, 11, 25 (fünf Stück, davon vier nur in der Hauptverkehrszeit), 26 (fünf Stück, davon ein Wagen nur in der Hauptverkehrszeit), 30 und 71.
Für den Betrieb auf der Gürtellinie und dem Verbindungsbogen der Wiener Elektrischen Stadtbahn wurden von den Typen E2 und c5 die auch äußerlich sehr ähnlichen Typen E6 und c6 abgeleitet, die 1980 in Dienst gestellt wurden. Sie verkehrten auf ihren Stammlinien G und GD auch nach deren Umbezeichnung in U6 im Oktober 1989. Mit der Anlieferung der Triebwagen des Typs T mit Niederflureinstiegen wurden die E6 und c6 auch mit diesen gekuppelt eingesetzt. Abgestellt wurden sie nach den letzten Planeinsätzen am 23. Dezember 2008 und ein letztes Mal für Politiker am 17. Jänner 2009. Im Gegensatz zu den Wagen der Typen E, E1 und E2 handelt es sich bei den E6 und c6 um Zweirichtungswagen, die c6 sind außerdem wie die Triebwagen sechsachsige Gelenkwagen.